# D21NE
D21NE (ディーにいちエヌイー) は、NECインフロンティアによって開発された、イー・モバイルによるHSDPA/HSUPA(1.4Mbps)対応のPCカード型データ通信端末。

## 概要
D01NE、D02NEの流れを継承した、HSUPA対応のPCカード型端末としてリリース。

## 仕様（テンプレート外）
- 通信速度
  - 受信最大 7.2 Mbps
  - 送信最大 1.4 Mbps
- 対応OS（各日本語版）
  - Windows XP Home Edition Service Pack2 以降
  - Windows XP Professional Service Pack2 以降
  - Windows Vista （32ビット版 / 64ビット版）
  - Windows 7（32ビット版）
- 対応エリア（日本国内）